# 新坎德拉里亚
新坎德拉里亚是巴西南大河州的一个市镇。总面积97.832平方公里，总人口2739人，人口密度28人/平方公里。